# 가면의 정사
《가면의 정사》(영어: Shattered)는 1991년 개봉한 미국의 심리 스릴러 영화이다. 볼프강 페테르젠이 감독, 각본, 제작을 맡았다.

## 출연진
- 톰 베런저
- 그레타 스카키
- 밥 호스킨스
- 조앤 월리
- 코빈 번슨
- 스콧 게틀린
- 버트 로자리오
- 데비 A. 모너핸
- 켈리 나카하라
- 시어도어 비켈
- 도나 하디

## 기타 제작진
- 총괄 제작: 래리 슈거, 미셸 로이
- 공동 제작: 오트윈 프라이어무스, 게일 캐츠
- 라인 제작: 닐 노들링어
- 미술: 그레그 폰세이카
- 의상: 에리카 이델 필립스